# Bos- en Gasthuisdistrict
Het Bos- en Gasthuisdistrict is een van de 10 districten (wijken) van de Nederlandse stad Leiden. De wijk had op 1 januari 2023 20.315 inwoners.

## Geografie
Het Bos- en Gasthuisdistrict bestaat uit de buurten Vreewijk, Haagweg-noord, Gasthuiswijk, Fortuinwijk-noord, Boshuizen, Oostvliet, Haagweg-zuid en Fortuinwijk-zuid, en is onderdeel van stadsdeel Zuid.
De noordoostpunt van dit district is het Galgewater; vervolgens loopt de grens in zuidoostelijke richting langs de Witte Singel tot de Jan van Goyenkade en dan in oostelijke richting door de Trekvliet en een stukje in oostelijke richting door het Rijn-Schiekanaal tot het water langs de Vrouwenweg. Dit water vormt de oostelijke grens van de buurt Oostvliet, die geheel ten zuiden van het kanaal ligt en grotendeels bestaat uit polders. Even ten zuidoosten van de A4 loopt de grens verder door de Meerburgerwatering in zuidwestelijke richting tot ter hoogte van het recreatiegebied de Vlietlanden in Leidschendam. Daar slingert de grens omheen in noordwestelijke richting tot de Vliet, en vervolgens in noordwestelijke richting door Vliet en Korte Vliet tot aan de Rijn. Het laatste stuk van de begrenzing wordt gevormd door de Rijn in noordoostelijke richting tot aan het beginpunt het Galgewater.

## Geschiedenis

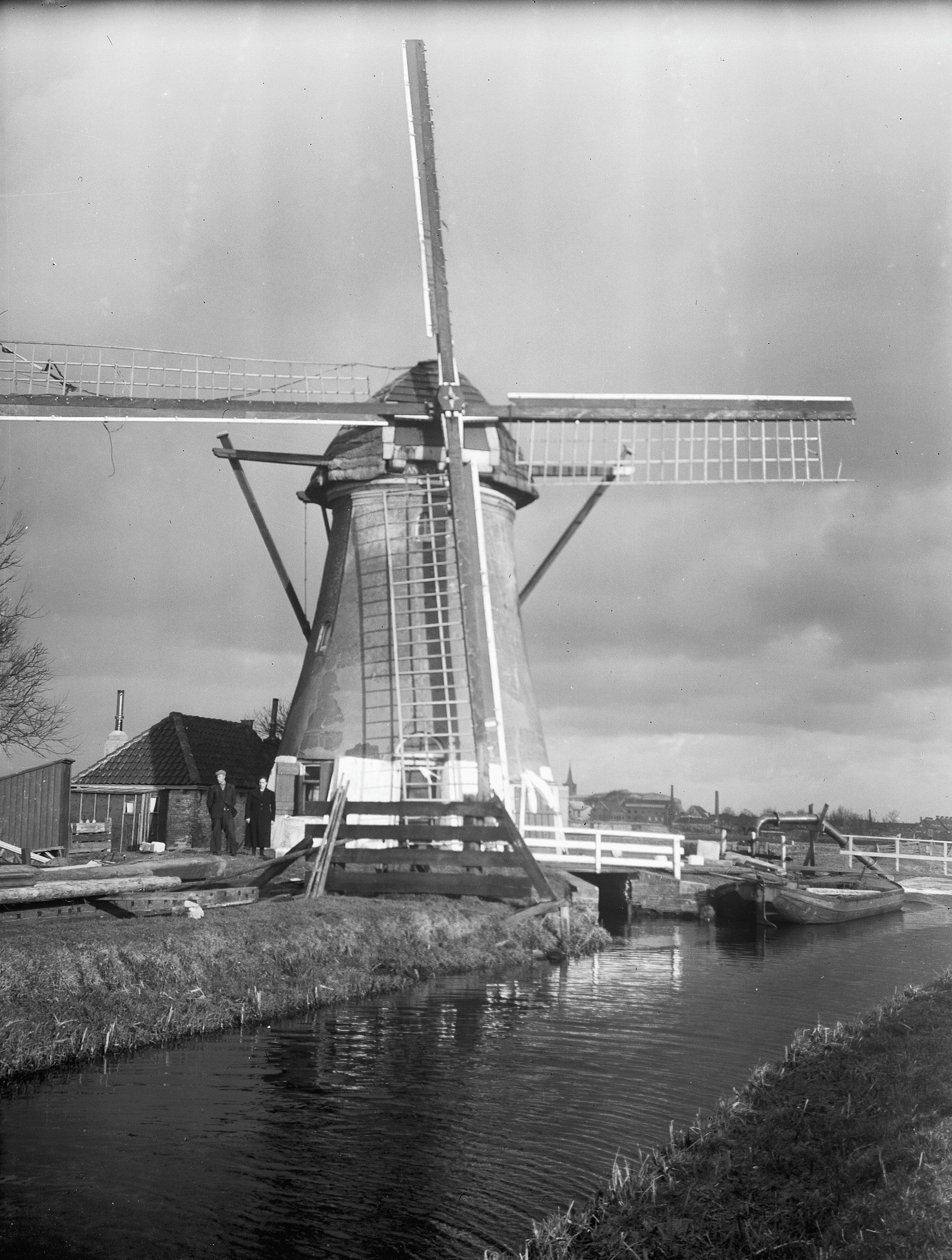
(Inmiddels verdwenen) Boschhuizermolen met poserend molenaarsechtpaar in de Bosch- en Gasthuispolder (foto: Rijksdienst voor het Cultureel Erfgoed)

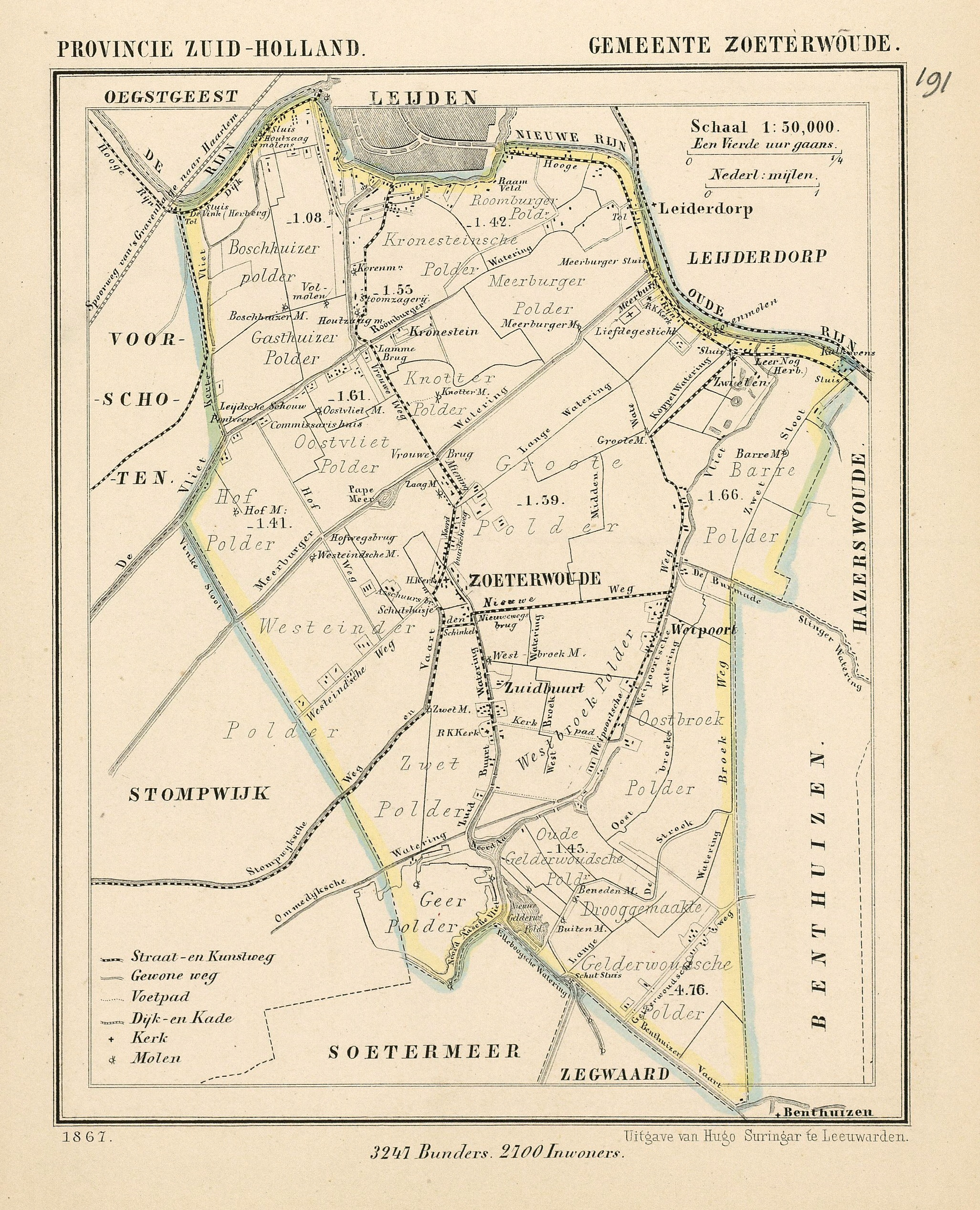
De Boschhuizer Polder en Gasthuizer Polder worden apart vermeld en liggen nog in de gemeente Zoeterwoude op deze kaart uit 1867.

De Bosch- en Gasthuispolder is ontstaan door de samenvoeging van de Boschhuizerpolder (gesticht 4 juni 1650) en de Gasthuispolder (gesticht 5 februari 1631). In 1671 werden de beide polders weer gesplitst, maar in 1802 opnieuw samengevoegd onder één bestuur. Het waterschap De Bosch- en Gasthuispolder was verantwoordelijk voor de vervening, drooglegging en de waterhuishouding in de gelijknamige polders. Het is later opgegaan in het Hoogheemraadschap van Rijnland.
Een stadskaart van 1646 toont aan dat er al bebouwing in het huidige Vreewijk aanwezig was. Deze bestond uit verspreide bebouwing langs de structurerende elementen van de wijk: de water- en wegenlopen.
Ook langs de Haagweg ontstond bebouwing: hier stonden een boerderij en als belangrijkste herkenningspunt de houtzagerij Noordman met twee zaagmolens langs de Rijn. Daarnaast stond nog een derde molen. Van de twee zaagmolens is nu alleen de stellingmolen D'Heesterboom uit 1804 over als gezichtsbepalend monument langs de Haagweg.
Vanaf 1850 begon een trek vanuit de overvolle binnenstad van Leiden naar het buitengebied, waar de grond ook goedkoper was. Dit resulteerde in de bebouwing van het Noordeindeplein en de Witte Singel. Bovendien kwam in 1878 de spoorlijn naar Woerden gereed. Langs deze spoorbaan ontstond een lintbebouwing, de huidige Rijn- en Schiekade. Het huidige Vreewijk behoorde al die tijd nog tot de gemeente Zoeterwoude. Op 1 augustus 1897 werd een grenswijziging aangebracht en sinds dat moment behoort Vreewijk tot Leids grondgebied.
Met een volgende annexatie in 1920 werd de grens van Zoeterwoude en Leiden vastgelegd in de loop van de Vliet en de in 1919 voltooide Rijn-Schiekanaal. Het gebied bestond uit het polderlandschap van de Bosch- en Gasthuispolder en de bebouwing aan de Haagweg, toen Voorschoterweg geheten.
Het gedeelte van de Bosch- en Gasthuispolder over de Waddingervliet was in 1918 bij Voorschoten gekomen. Op dit Voorschotense gedeelte na, werd het poldergebied volgebouwd. Het werd stadsdeel Leiden Zuidwest.

## Economie
Langs het Trekvliet in de buurt Gasthuiswijk ligt een groot bedrijventerrein.

## Wijkvoorzieningen
- Het gerenoveerde winkelcentrum De Luifelbaan vormt het winkelhart van de wijk.
- Politiebureau Leiden Zuid op de Vijf Meilaan, onderdeel van de Regionale Eenheid Den Haag, District Leiden - Bollenstreek
- Brandweerkazerne Leiden-Zuid van Brandweer Hollands Midden op de Rooseveltstraat
- De Leidse Universiteitsbibliotheek aan de Witte Singel

## Cultuur
Aan de Haagweg bevindt zich het vlakkevloertheater Theater Ins Blau.

## Sport en recreatie
Veel van de sportterreinen in dit district zijn gelegen ten oosten van de Churchilllaan, ook bevindt zich daar binnenzwembad het Vijf Meibad geopend in 1979. Buitenzwembad de Vliet is gelegen tussen het Rijn- en Schiekanaal en de parallel lopende Voorschoterweg, in het sportpark de Vliet. Basketbalclub ZZ Leiden speelt sinds 1968 zijn thuiswedstrijden in de Vijf Mei Hal. Voetbalvereniging FC Boshuizen is de enige voetbalclub van het district, zij spelen aan de Boshuizerkade. Het parcours van de Leiden Marathon liep tot 2012 door dit district heen. De Leiden Road Runners Club (LRRC) is ook in het district gevestigd en organiseert elk jaar een van de hardloopwedstrijden van het regionale Zorg & Zekerheid Circuit met start en finish in dit district.

## Foto's

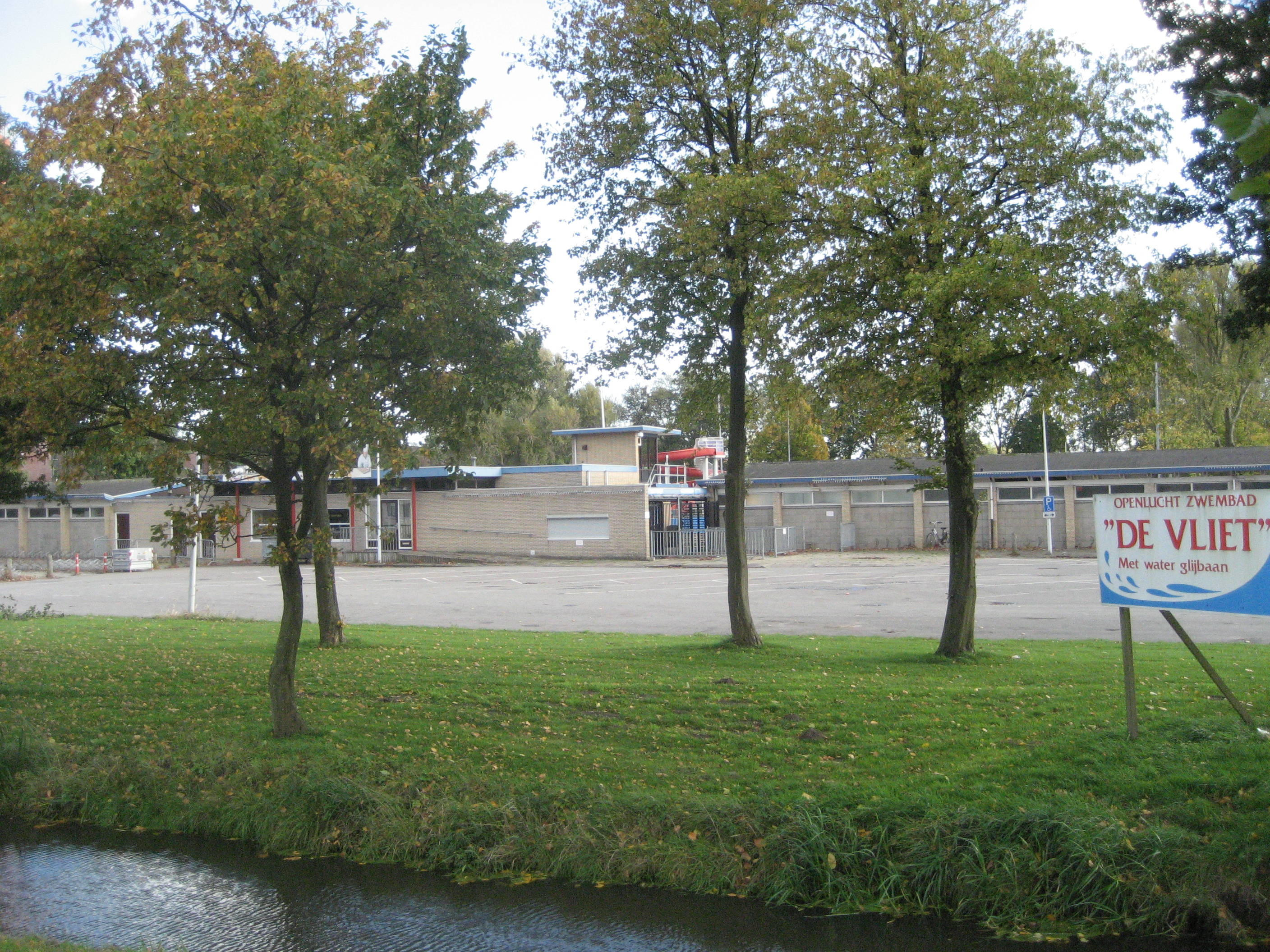
Zwembad De Vliet
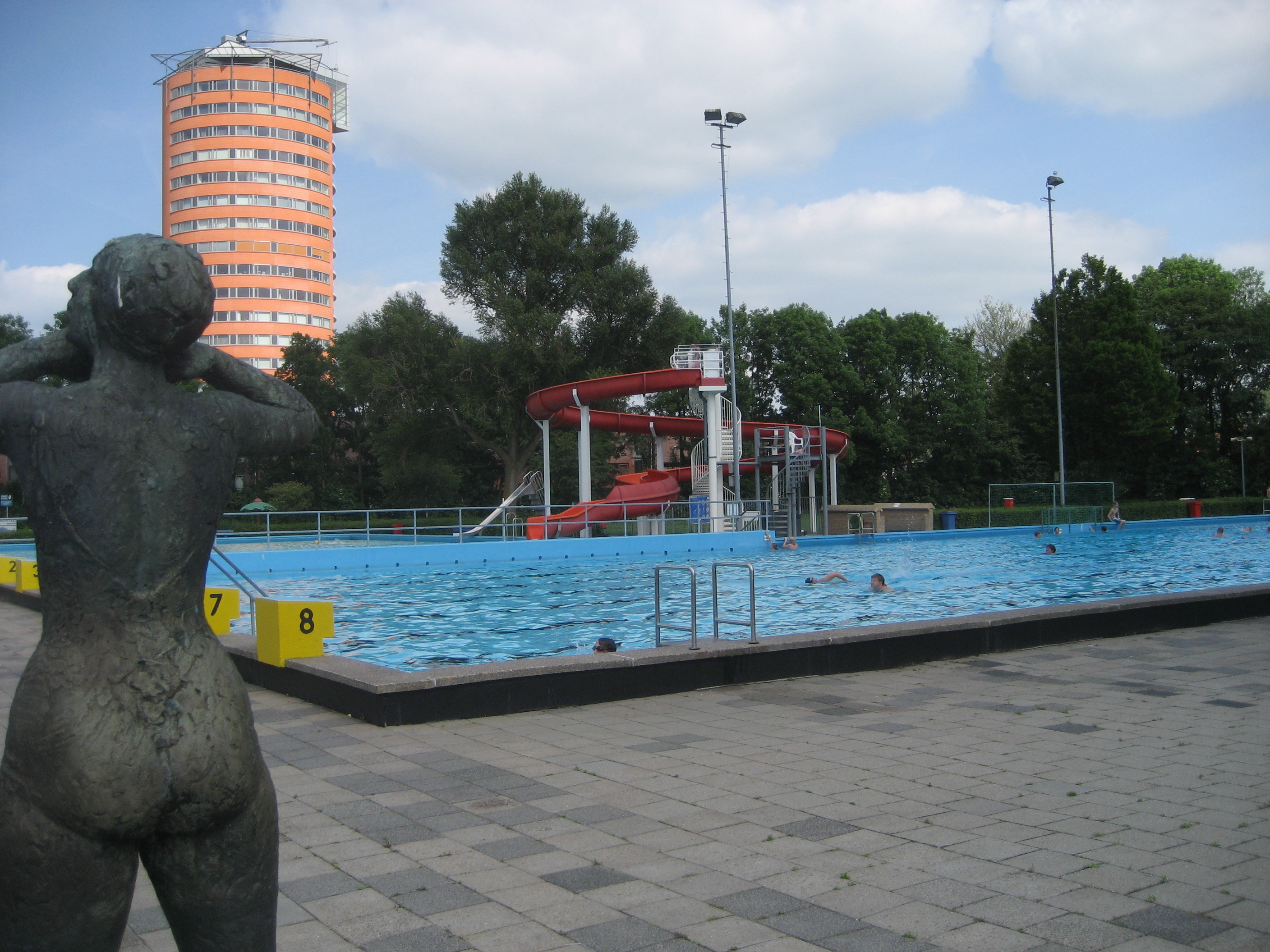